# Володимир (станція)
Володимир — проміжна залізнична станція Рівненської дирекції Львівської залізниці на перетині двох ліній Ковель — Сапіжанка та Володимир — Лудин між станціями Овадне (10 км), Ізов (30 км) та Іваничі (26 км). Розташована в однойменному місті Волинської області.

## Історія
Станція відкрита 1908 року при будівництві залізничної лінії Ковель — Володимир. Під час будівництва залізничного вокзалу у 1906 році знайдено мідний котел зі срібними та золотими монетами.
З 1914 року лінію було подовжено до станцій Сокаль та Львів, завдяки чому залізниця поєднала Галичину та Волинь.
19 березня 1944 року на станцію радянськими літаками скинуто три авіабомби, пошкоджено сходи вокзалу.
На Привокзальній площі встановлено монумент до 1000-річчя заснування міста Володимир.
Існувала лінія у напрямку станції Війниця. 15 червня 1924 року рішенням Міністерства залізниць назву станції змінено з Володимир-Волинський  на Влодзімеж, але незабаром повернули на Володимир-Волинський. У 2022 році назву змінено на Володимир.
29 квітня 2021 року Іван Юрик повідомив, що буде зведено дві тягові підстанції на даній станції та на станції Ковель в рамках електрифікації напрямку Ковель — Ізов.

## Пасажирське сполучення
На станції зупиняється нічний швидкий поїзд «Галичина» № 142/141 сполученням Львів — Київ — Бахмут.
| Рух поїздів по станції Володимир       | Рух поїздів по станції Володимир       | Рух поїздів по станції Володимир                  | Рух поїздів по станції Володимир       | Рух поїздів по станції Володимир |
| №                                      | Назва                                  | Маршрут сполучення                                | Власник                                | Примітки |
| Поїзди далекого сполучення (діючі)     | Поїзди далекого сполучення (діючі)     | Поїзди далекого сполучення (діючі)                | Поїзди далекого сполучення (діючі)     | Поїзди далекого сполучення (діючі) |
| Поїзди далекого сполучення (скасовані) | Поїзди далекого сполучення (скасовані) | Поїзди далекого сполучення (скасовані)            | Поїзди далекого сполучення (скасовані) | Поїзди далекого сполучення (скасовані) |
| -------------------------------------- | -------------------------------------- | ------------------------------------------------- | -------------------------------------- | --- |
| 113/114                                |                                        | Львів — Харків                                    | Львівська залізниця                    | |
| 131/132                                |                                        | Львів — Дніпро                                    | Львівська залізниця                    | |
| 142/141                                | «Галичина»                             | Львів — Бахмут                                    | Львівська залізниця                    | Щоденно, з 9 грудня 2018 року подовжено маршрут поїзда від станції Київ-Пасажирський до станції Бахмут. Скасований через російське вторгнення в Україну.                                                                      |
| 659/660                                |                                        | Київ-Пасажирський — Львів                         | Львівська залізниця                    | Скасований. |
| 667/668                                |                                        | Ковель — Чернівці                                 | Львівська залізниця                    | З 13 вересня по 19 листопада 2018 курсував по понеділках, середах, п'ятницях через цю станцію, через ремонтні роботи на лінії Ковель — Ківерці, з призначенням зупинки на станції Іваничі. Скасований з 18 березня 2020 року. |
| 701/702                                | «Обрій»                                | Ковель — Львів — Чернівці                         | Львівська залізниця                    | Подовжено маршрут руху до станції Ковель, скасований 2017 року через низький пасажиропотік. |
| 703/704                                | «Інтерсіті»                            | Ковель — Львів                                    | Львівська залізниця                    | Призначено 31 жовтня 2016 року. Скасований з 1 січня 2017 року через низький пасажиропотік. |
| 813/814                                |                                        | Львів — Холм                                      | Львівська залізниця                    | Призначено 25 березня 2022 року. Скасований з 1 травня 2022 року через призначення поїзда № 23/24 Київ — Холм. |
| Приміські дизель-поїзди                |                                        |                                                   |                                        | |
| 102/105                                |                                        | Ковель — Іваничі                                  | Львівська залізниця                    | Курсував у розкладі 1940 року (під №№ 271/272/273/274), літньому розкладі 1945 року та у 1946 році. |
| 103/104                                |                                        | Ковель — Володимир                                | Львівська залізниця                    | Відправлявся з Ковеля о 09:35, прибував у Володимир об 11:40, відправлення з Володимира о 15:49, прибуття у Ковель о 17:45. Курсував у літньому розкладі 1945 року У розкладі 1946 року реорганізований у Ковель-Іваничі.     |
| 411/412/413/415/416/417                |                                        | Володимир — Війниця — Ізов — Володимир-Волинський | Львівська залізниця                    | Курсував у розкладі 1940 року. Фактично був урізаною версією довоєнного поїзда Війниця — Завада. |
| 6071/6072                              |                                        | Ковель — Львів                                    | Львівська залізниця                    | Скасований з 18.03.2020 |
| 6301/6304/6305/6308                    |                                        | Ковель — Ізов                                     | Львівська залізниця                    | Скасований з 18.03.2020 |
| 6305/6302                              |                                        | Ковель — Ізов — Червоноград                       | Львівська залізниця                    | |
| 6303/6306/6307/6302                    |                                        | Ковель — Червоноград                              | Львівська залізниця                    | Скасований з 18.03.2020 |

### Історія змін сполучень
З 2 по 5 червня 2015 року поїзд № 6304 не курсував в напрямку Ковеля, вирушив за рейсом № 6303 (стоянка 5 годин, цей поїзд був за рейсом № 6304/6303 Ізов — Червоноград).
З 10 по 13, а також 16 та 17 червня 2015 року  для поїздів № 6302/6301 ця станція була кінцевою (на дільниці Володимир-Волинський — Ковель не курсував).
22 липня 2015 через ремонт залізничного  мосту у напрямку станції Іваничі поїзд № 6303/6306 сполученням Ковель — Червоноград був скорочений до цієї станції (на дільниці Володимир-Волинський — Червоноград не курсував).
З 4 по 6, 8, 9, а також з 11 по 16 квітня 2016 року для поїздів № 6304/6303/6306/6305 ця станція була кінцевою (на дільниці Володимир-Волинський — Ковель не курсував).
З 18 березня по 31 травня 2020 року, через пандемію COVID-19, був зачинений залізничний вокзал та припинено пасажирське сполучення по станції, з 1 по 5 червня курсував лише приміський поїзд № 6307/6302 сполученням Ковель — Іваничі, проте в період з 6 по 29 червня 2020 року знову було припинено пасажирський рух. З 30 червня по 19 липня відновлено курсування цього приміського поїзда і з 20 липня подовжили до станції Червоноград.
З 6 жовтня 2020 року курсує через цю станцію двічі, бо змінював напрямок на станції Ізов. 
З 19 жовтня по 1 листопада здійснювалася лише висадка пасажирів через те, що місто перебувало у «червоній» зоні.
З 13 листопада 2020 року відновлено рух пасажирського поїзда № 142/141 «Галичина»  сполученням Львів — Бахмут, що це не вплинуло на заборону посадки.
З 30 березня по 19 травня 2021 року приміський поїзд № 6305/6302 курсував без заїзду до станції Ізов.